# کافیویل (آلاباما)
کافیویل (به انگلیسی: Coffeeville) شهری در شهرستان کلارک ایالت آلاباما است که مساحت آن ۱۱٫۷۱ کیلومتر مربع است و در سرشماری سال ۲۰۱۰ میلادی، ۳۵۲ نفر جمعیت داشته و تراکم جمعیتی آن، ۳۰٫۰۶ نفر در هر کیلومتر مربع بوده است.